# یولاندا کاکابادزه

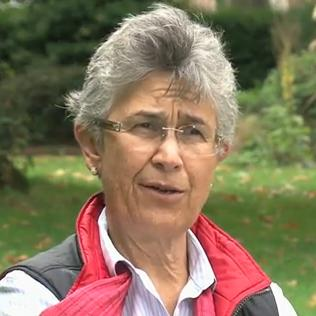
یولاندا کاکابادزه در سال ۲۰۱۱.

یولاندا کاکابادزه (به گرجی: იოლანდა კაკაბაძე)(زاده ۱۹۴۸) یک فعال محیط زیست و سیاستمدار محافظه کار گرجی‌ اهل اکوادور است که وزارت محیط زیست اکوادور و ریاست اتحادیه بین‌المللی حفاظت از محیط زیست را به عهده داشته‌است.

## زندگی‌نامه
وی پس از تحصیل در رشته روان‌شناسی تربیتی در دانشگاه کیتو، درگیر مسائل زیست‌محیطی شد. او بنیانگذار Fundación Natura در کیتو بود و از سال ۱۹۷۹ تا ۱۹۹۰ مدیریت اجرایی آن را به عهده داشت. او در اجلاس ریو به عنوان رابط سازمان‌های مردم‌نهاد فعالیت کرد. در سال ۱۹۹۳ بنیان‌گذار سازمان غیردولتی FFLA و تا ۲۰۰۶ به عنوان رئیس اجرایی آن خدمت کرد. وی از اوت ۱۹۹۸ تا ژانویه ۲۰۰۰ وزیر محیط زیست اکوادور بود. از ۱۹۹۶ تا ۲۰۰۴ رئیس اتحادیه بین‌المللی حفاظت از محیط زیست بود و از ۲۰۱۰ تا ۲۰۱۷ نیز رئیس صندوق جهانی طبیعت بود. او همچنین عضو پژوهشگاه گفتگوی بین آمریکایی مستقر در واشینگتن دی سی است.